# Episodi di K.C. Agente Segreto (seconda stagione)
La seconda stagione di K.C. Agente Segreto è in onda negli Stati Uniti su Disney Channel dal 6 marzo 2016 e in Italia dal 27 maggio dello stesso anno.
| n°    | Titolo originale                  | Titolo italiano                                      | Prima TV USA      | Prima TV Italia   |
| ----- | --------------------------------- | ---------------------------------------------------- | ----------------- | ----------------- |
| 1-2   | Coopers Reactivated!              | Il grande ritorno dei Cooper (prima e seconda parte) | 6 marzo 2016      | 27 maggio 2016    |
| 3     | Do You Want to Know a Secret?     | Segreti di famiglia                                  | 13 marzo 2016     | 23 settembre 2016 |
| 4     | Rebel with a Cuz                  | La cugina di K.C.                                    | 20 marzo 2016     | 30 settembre 2016 |
| 5     | The Mother of All Missions        | La madre di tutte le missioni                        | 10 aprile 2016    | 7 ottobre 2016    |
| 6     | Accidents Will Happen             | Incidenti che capitano                               | 17 aprile 2016    | 14 ottobre 2016   |
| 7     | Brainwashed                       | Il lavaggio del cervello                             | 24 aprile 2016    | 21 ottobre 2016   |
| 8     | The Truth Hurts                   | La verità fa male                                    | 8 maggio 2016     | 13 gennaio 2017   |
| 9     | Down in the Dumps                 | Fattore avventura                                    | 15 maggio 2016    | 20 gennaio 2017   |
| 10    | Dance Like No One's Watching      | Balla come se nessuno ti stesse guardando            | 22 maggio 2016    | 27 gennaio 2017   |
| 11    | The Love Jinx                     | Vuoi sposarmi... di nuovo?                           | 3 luglio 2016     | 3 febbraio 2017   |
| 12    | K.C. Levels Up                    | La dura prova di K.C                                 | 10 luglio 2016    | 10 febbraio 2017  |
| 13    | Catch Him If You Can              | La cacciatrice di taglie                             | 17 luglio 2016    | 11 giugno 2017    |
| 14    | Sup, Dawg?                        | Il nuovo partner di K.C.                             | 24 luglio 2016    | 17 febbraio 2017  |
| 15-16 | Tightrope of Doom                 | La fune del giudizio (prima e seconda parte)         | 7 agosto 2017     | 4 maggio 2017     |
| 15-16 | Tightrope of Doom                 | La fune del giudizio (prima e seconda parte)         | 7 agosto 2017     | 5 maggio 2017     |
| 17    | The Legend of Bad, Bad Cleo Brown | La leggenda di Cleo Brown                            | 14 agosto 2016    | 7 maggio 2017     |
| 18    | Spy of the Year Awards            | Un premio per due                                    | 11 settembre 2016 | 3 maggio 2017     |
| 19    | In Too Deep                       | I volonterranei                                      | 18 settembre 2016 | 1 maggio 2017     |
| 20    | In Too Deep 2                     | I volonterranei 2                                    | 25 settembre 2016 | 2 maggio 2017     |
| 21    | Virtual Insanity                  | Mister Magnifico                                     | 2 ottobre 2016    | 21 maggio 2017    |
| 22    | Undercover Mother                 | Mamma sotto copertura                                | 6 novembre 2016   | 14 maggio 2017    |
| 23    | Trust No One                      | La talpa                                             | 13 novembre 2016  | 24 febbraio 2017  |
| 24    | Holly Holly Not So Jolly          | Ansia da vacanza                                     | 4 dicembre 2016   | 11 giugno 2017    |
| 25    | Collision Course                  | Un ritorno inaspettato                               | 6 gennaio 2017    | 28 maggio 2017    |
| 26    | Family Feud                       | Faida di famiglia                                    | 13 gennaio 2017   | 4 giugno 2017     |

## Il grande ritorno dei Cooper (prima parte)
La famiglia Cooper viene licenziata dall'Organizzazione, per colpa di K.C. che ha aiutato Brett, mentre Judy è stata assegnata ad una coppia di spie esuberanti di New York.

## Il grande ritorno dei Cooper (seconda parte)
I Cooper devono fermare un criminale evaso dalla prigione, uno dei loro nemici più pericolosi, in cambio di rientrare nell'Organizzazione e di riavere Judy.

## Segreti di famiglia
Mentre KC si prepara per il suo appuntamento con Darien, ed Ernie l'aiuta perché crede che così diventerebbe popolare, dai Cooper si presenta l'universitaria Abby che dice a KC di essere sua cugina.

## La cugina di K.C.
Dopo che il test del DNA fatto da Kira dimostra che Abby è veramente la cugina di K.C., Kira e K.C. portano Abby alle Antille, dove Kira crede che lì si sia nascosta sua sorella Erica.

## La madre di tutte le missioni
Mentre Marissa è alla SPA, Kira, K.C., Erica ed Abby si conoscono meglio ma Kira convince Erica a non tornare in America perché verrebbe catturata. Ma l'Agente Johnson e l'Organizzazione la localizzano.

## Incidenti che capitano
Quando Darien ha un incidente, K.C. è costretta a fare i conti con…Erica ed Abby!

## Il lavaggio del cervello
K.C. e Kira devono sottostare ad Abby ed Erica, ma i Cooper cercano comunque di localizzare Richard, il capo dell'Altro Lato, che si rivelerà essere l'ex-marito di Erica e papà di Abby, mentre si svolgono le elezioni per la carica del vicepresidente Jackson Cleveland.

## La verità fa male
K.C. beve il siero della verità preparato da Ernie e ogni volta che parla non trattiene le bugie. Sarà difficile quando dovrà aiutare Marissa a trovare un lavoro.

## Fattore avventura
Ernie aiuta K.C. a recuperare una chiavetta USB in un palazzo, ma dopo tanti eventi finiscono in una discarica!

## Balla come se nessuno ti stesse guardando
K.C. stringe amicizia con Irma, dopo una missione in una casa di riposo, ovvero una vecchietta che si innamora dell'uomo che interpreta. Intanto Judy si vendica con Petey perché lui definisce le macchine "stupide".

## Vuoi sposarmi...di nuovo?
Kira e Craig scoprono che il loro certificato di matrimonio non è valido, perché il prete che c'è da decenni è un agente dell'Altro Lato, e quindi devono risposarsi. Loro vogliono farlo al municipio, tra loro e i figli, ma K.C. vuole fare una cerimonia enorme.

## La dura prova di K.C.
Mentre K.C. studia continuamente per un esame dell'Organizzazione, Petey e sua madre soggiornano dai Cooper perché Kira e Craig hanno distrutto una parte della loro casa tagliando un albero. Marissa invece accoglie un ragazzo straniero che, anziché essere muscoloso e bello come credeva, è magro e brutto.

## La cacciatrice di taglie
Mentre K.C. litiga continuamente con Pinky Carter, una cacciatrice di taglie che vuole catturare la sua stessa preda (un hacker), Kira deve sorbirsi Craig che ha la febbre, prendendola anche lei, e Marissa deve sorbirsi Ernie per un compito in cui sono sposati.

## Il nuovo partner di K.C.
K.C. ha un nuovo partner: un cane dalmata, Dexter. Ma K.C. è l'unica a cui non piace, perché non la obbedisce.

## La fune del giudizio (prima parte)
I Cooper devono fare una missione in un circo, per trovare un ladro di una galleria d'arte. K.C. ha come partner il rumeno Laszlo, mentre Ernie ha la Strana Jackie; Judy mostra al proprietario del circo, il vecchio David, delle attività circensi che è capace di fare, mentre Craig ha un'allergia al pelo delle tigri.

## La fune del giudizio (seconda parte)
K.C. chiede alla famiglia di raccogliere le firme di molti equilibristi al fine di scoprire la calligrafia di chi le ha mandato il biglietto e ha cercato di farla divorare dalle tigri, colpevole anche di aver rubato il dipinto. Mentre Ernie e Judy, uno alla volta, fanno i loro spettacoli, Kira vuole liberare le tigri e Craig, che ha messo gli occhiali somigliando ad Ernie perché a causa dell'allergia non può mettere le lenti a contatto, starnutisce continuamente. Intanto Petey, il vicino dei Cooper, ha ricattato Marissa; quando lei è costretta a portare il bambino al circo, lui riconosce i Cooper e quando Laszlo è alle sue spalle, che nel frattempo si è scoperto che è lui il ladro d'arte e pianificatore di tutto, scopre il vero nome della partner K.C ed è pronto ad eliminarla.

## La leggenda di Cleo Brown
In procinto di andare al cinema con Ernie, Nonna Gayle racconta a lui e a K.C. la storia di Cleo Brown: la prima donna di colore, con i capelli afro, a far parte dell'Organizzazione (negli anni '70). La sorpresa è che è la sosia di K.C., mentre le sue amiche e compagne di lavoro assomigliano a Marissa e alla madre Kira, e che già all'epoca esisteva l'Altro Lato. Quando devono andare in discoteca per una missione, perché Cleo vuole dimostrare di essere un'adatta spia, a dirigere la musica c'è un famoso DJ, sosia di Ernie, che per poco non fa partire dei dischi fatti di dinamite!

## Un premio per due
K.C. e Kira sono candidate allo stesso premio, ma K.C. ha un'intossicazione alimentare e non può venire. Arrabbiata credendo che sia stato un piano di sua madre, con l'aiuto di Marissa deve salvare la famiglia da dei criminali che isolano la sala di premiazione.

## I volonterranei
K.C. ed Ernie vanno sotto copertura dai Volonterranei, un gruppo di amanti del pianeta, ma K.C. sembra che sia propensa a restare con loro. Intanto Craig deve proteggere l'Ambasciatore morroviano, un suo vecchio amico.

## I volonterranei 2
K.C. rapisce l'Ambasciatore morroviano, amico di Craig, per ordine di Jane Keller, il capo dei Volonterranei.

## Mister Magnifico
K.C. cerca di salvare Ernie da un mondo virtuale dove vogliono tutti, comandati da due spie nemiche, Darci e Damon, farlo credere fico per estorcergli un codice, ostacolando K.C. Questo perfino i genitori, innamorati di Ernie, e Marissa, in questo mondo una secchiona.

## La talpa
Per scoprire chi sia la talpa nell'Organizzazione, K.C. chiede aiuto al prigioniero Zane. Egli la farà dubitare della sua famiglia e Marissa; però il suo parlare nel sonno, in cui dirà il codice della cella di Zane, e una cimice, lo faranno scappare. Nel frattempo Ernie dà la giacca da super spia di Craig a Marissa, che la vende ad un mercatino scolastico.

## Ansia da vacanza
A causa della sua doppia vita, nel bel mezzo della vigilia di Natale K.C. lascia la famiglia e Marissa per andare da un terapista all'Organizzazione. Così gli mostra vari flashback delle sue missioni sotto copertura, come ne Il tema di Marisa, Balla come se nessuno ti stesse guardando, La verità fa male, Judy in fuga, Una missione difficile e Una foto bomba.

## Un ritorno inaspettato
K.C., mentre è in macchina con Marissa, è convinta di aver visto la famigerata cugina Abby. Tutti non le credono, ma Erica ed Abby hanno un piano per conto dell'Altro Lato: rapire David Simmons e fargli rivelare dove si trovano i soldi del caveau degli USA, cosicché non solo diventino ricche ma possano, insieme a Richard, distruggere l'Organizzazione. Intanto i Cooper devono fare l'opposto, ma K.C. riconosce la cugina in un ritrovo per motociclisti.

## Faida da famiglia
Dopo aver catturato Abby, K.C. ha da vedersela con Erica e Richard che rapiscono i Cooper e quindi deve fare uno scambio con gli zii. Marissa intanto cerca di trovare K.C., per aiutarla con la sua missione.